# Pitas (district)
Pitas is een district in de Maleisische deelstaat Sabah.
Het district telt 39.000 inwoners op een oppervlakte van 1400 km².